# 忠兴镇
忠兴镇，是中华人民共和国四川省绵阳市游仙区下辖的一个乡镇级行政单位。2019年12月，撤销太平镇和凤凰乡，将其所属行政区域划归忠兴镇管辖，忠兴镇人民政府驻政新街1号。

## 行政区划
忠兴镇下辖以下地区：
忠兴镇社区、明月村、涌泉村、龙角村、金玉村、曲阳村、双龙村、双建村、光明村、通兴村、九龙村、鲤鱼村、龙珠村和安乐村。